# Endeavour (průliv)
Endeavor je průliv vedoucí mezi australským pevninským poloostrovem York a Ostrovem prince Waleského v nejjižnější části Torresova průlivu v severním Queenslandu v Austrálii. Průliv byl pojmenován v roce 1770 objevitelem Jamesem Cookem po jeho lodi HMS Endeavour, poté co sám úžinou proplul při své první plavbě.

## Zeměpis
Úžina Endeavour měří přibližně 30 mil (48 km) na délku od nejsevernějšího výběžku k jižnímu konci a pohybuje se od 2 to 6 mil (3,2 to 9,7 km) v šíři. Úžina je v průměru hluboká mezi 7 and 8 fathom (13 and 15 m) a její písčité dno je pokryté středně silnou vrstvou korálu. Úžina je obecně považovaná za bezpečnou pro cestování. Na jejím dně se nevyskytují významné potopené překážky, ani žádné jiné znečištění. U větších plavidel existuje potenciální nebezpečí na západním konci úžiny v bodě, který je spojen s Arafurským mořem, kde hloubka vody činí pouze kolem 3 fathom (5,5 m).
Nebezpečí, které tento mělký západní bod představuje, bylo bariérou, kterou nizozemští objevitelé Austrálie ve svých předchozích průzkumných plavbách v této oblasti nikdy nepřekonali. Kdyby v té době dokázali proplout průlivem Endeavour, bylo by pravděpodobné, že by objevili východní Austrálii přibližně o sto padesát let dříve než Britové v roce 1770. Již na počátku 17. století Holanďané úspěšně zmapovali západní pobřeží Austrálie při Janszoonově průzkumu Yorského poloostrova v roce 1606.
Mělký západní konec průlivu Endeavour způsobil potopení kutru America v listopadu 1844. Všichni na palubě se údajně utopili, kromě třináctileté skotské dívky Barbary Thompsonové, kterou zachránili místní obyvatelé, žijící na Ostrově prince Waleského, lidé z Kauraregu, s nimiž žila pět let.
Dnes průliv využívají jen menší plavidla a jeho západní část často slouží jako mělčina pro kotvení lodí. Kvůli relativně mělké průměrné hloubce průlivu, zejména na jeho nejzápadnějším okraji, a nebezpečí, které představuje, byly v poslední době podány žádosti na prohloubení dna, ale v současné době se žádné takové akce neuskutečnily.